# Chrysochlamys silvicola
Chrysochlamys silvicola es una especie de arbusto de la familia de las clusiáceas. Es originaria del noroeste de Sudamérica. Esta especie se caracteriza por las hojas con los nervios laterales primarios difíciles de distinguir de los nervios laterales intermedios (intersecundarios), las líneas de resina generalmente invisibles en el material seco y la resina blanca en vez de clara.

## Descripción
Son arbustos o árboles que alcanzan los 3–6 m de alto, con látex blanco. Las hojas oblongo-elípticas, de (13–) 16–22 cm de largo y 4–7 (–8) cm de ancho, el ápice agudo a acuminado, base aguda, nervios laterales a 0.5–2 cm de distancia, difíciles de distinguir de los nervios intermediarios menores, opacas en ambas superficies, amarillo-rojizas cuando secas; con pecíolos de 1–2.5 cm de largo. Las inflorescencias de 5–10 cm de largo, más o menos péndulas, menudamente pubescentes o glabras, con yemas florales de 4–5 mm de largo; los 2 sépalos externos, a menudo, marcadamente desiguales y el más grande a menudo más largo que la yema; las anteras de los estambres y estaminodios casi tan largas como anchas. El fruto es ovoide a globoso, con 1.5–2.5 cm de largo, completamente rojo o con la base blanca.

## Distribución y hábitat
Es una especie rara, se encuentra en los bosques muy húmedos, en el sur de la zona atlántica; sobre los 120 metros; fructifica en enero; desde Nicaragua a Panamá.

## Sinonimia
- Tovomitopsis silvicola Hammel[2]